# أوليف بلاكني
أوليف بلاكني (بالإنجليزية: Olive Blakeney) هي ممثلة أمريكية، ولدت في 21 أغسطس 1894 في نيوبورت في الولايات المتحدة، وتوفيت في 21 أكتوبر 1959 في لوس أنجلوس في الولايات المتحدة بسبب مرض.

## أعمال

### أفلام
- (1942) حصاد عشوائي
- (1945) اتركها للجنة
- (1958) أريد أن أعيش
- (1958) العمة مامي

## وصلات خارجية
- أوليف بلاكني على موقع IMDb (الإنجليزية)
- أوليف بلاكني على موقع ألو سيني (الفرنسية)
- أوليف بلاكني على موقع أول موفي (الإنجليزية)
- أوليف بلاكني على موقع قاعدة بيانات برودواي على الإنترنت (الإنجليزية)
- أوليف بلاكني على موقع قاعدة بيانات الأفلام السويدية (السويدية)
- أوليف بلاكني على موقع قاعدة بيانات الفيلم (الإنجليزية)
- أوليف بلاكني على موقع كينوبويسك (الروسية)